# آلهامبرا (مونتانا)
آلهامبرا، مونتانا (به انگلیسی: Alhambra, Montana) یک منطقهٔ مسکونی در ایالات متحده آمریکا است که در ایالت مونتانا واقع شده‌است.

## خصوصیات
آلهامبرا N/A نفر جمعیت دارد و ۱٬۳۰۶٫۶۹ متر بالاتر از سطح دریا واقع شده‌است.